# Arriärgarde
Arriärgarde (fr. arrière-garde), "eftervakt", är i krigsvetenskap den truppstyrka som har till uppgift att bakifrån trygga en i marsch varande truppavdelning, så att denna kan utföra sin förflyttning utan att störas av fienden. Arriärgardet har sin största betydelse när man marscherar från fienden, och särskilt när man efter en olycklig strid vill undandra sig förföljelse. Ett för en på flera kolonner marscherande armé gemensamt arriärgarde kan då komma till användning, ett arméarriärgarde, men vanligen får varje kolonn avdela särskilt arriärgarde. Om detta arriärgarde har i utsikt att få upptaga allvarlig strid, måste det ges betydlig styrka. Huvuddelen härav utgör arriärgardets huvudstyrka, medan en mindre del avdelas att såsom eftertrupp trygga huvudstyrkan. Arriärgardets ledning anförtros åt en särskilt därtill utsedd arriärgardeschef (brigad- eller regementschef), på vilken särdeles stora fordringar ställs. Ett mindre arriärgarde (mindre än två bataljoner) är att betrakta såsom en eftertrupp.
En strid i vilken endast arriärgardet deltar, kallas arriärgardesstrid. Denna är svår att genomföra, om fienden häftigt påtränger; man måste då i tid dra sig undan från en upptagsställning till en annan.
Inom sjövetenskapen var arriärgardet den tredjedel av en seglande flotta eller eskader, som innehöll skeppen med de högsta numren. I "naturlig ordning" seglade arriärgardet sist. Jämför formering.